# Veles, Severna Makedonija
Veles (makedonsko Велес) je mesto v Severni Makedoniji z okoli 45.000 prebivalci. Leži v središču države ob reki Vardar. Od leta 1946 do 1996 se je imenovalo Titov Veles.

## Zemljepis
Veles je središče zgodovinske pokrajine Povardarje, ki obsega področje okoli reke Vardar. Mesto leži v kotlini na nadmorski višini okoli 210 metrov. Zahodno od njega se dviga gorovje Jakupica in južno Babuna. Vzhodno od mesta se začenja kotlina Ovče pole. 
Avtocesta A1 povezuje Veles s Skopjem, oddaljenim okoli 50 kilometrov, in z Gevgelijo. Mesto je tudi pomembno železniško vozlišče, kjer se z glavne železniške proge Tabanovce–Skopje–Gevgelija odcepita progi proti Štipu in Kočanоm ter proti Prilepu in Bitoli.

## Zgodovina
Področje mesta je poseljeno vsaj od antike. V antični Peoniji je obstajalo utrjeno mesto nekoliko južneje od današnjega, ob izlivu rečice Topolke v Vardar. V leto 216 pr. n. št. sega omemba dardanskega kraja po imenu Vilaz-ora, ki je leta 168 pr. n. št. prišel pod rimsko oblast. V starem Rimu je ostal v senci pomembnejšega, nekoliko niže ležečega mesta Stobi. V 6. stoletju so območje začeli naseljevati Slovani. V 9. in 10. stoletju je kraj pripadal Bolgarskemu cesarstvu, leta 1018 je postal del Bizantinskega cesarstva, in do konca 14. stoletja se je oblast pogosto menjala. 
Leta 1385 so mesto zavzeli Turki. V Osmanskem cesarstvu je bilo znano pod imenom Kiprili, »mesto na mostu«. Gospodarski razcvet je mesto doživelo v prvi polovici 19. stoletja. Tanzimatske reforme leta 1839 so omogočile odprtje šol v makedonskem/bolgarskem jeziku, gradnjo in obnovo cerkva. 
V prvi in drugi balkanski vojni se je do 306 prostovoljcev iz Velesa borilo na bolgarski strani proti Osmanom in Srbom. Po koncu druge balkanske vojne je ozemlje današnje Severne Makedonije pripadlo Kraljevini Srbiji. Večina muslimanskega in bolgarskega prebivalstva je bila tedaj izgnana. Med prvo in znova med drugo svetovno vojno je ozemlje Velesa okupirala Bolgarija. Partizanske enote so mesto osvobodile 9. novembra 1944.
Po drugi svetovni vojni je mesto postalo del Socialistične republike Makedonije. 11. oktobra 1946 je mesto spremenilo ime v Titov Veles. V obdobju socializma se je razvila industrija; največji obrat je bila topilnica cinka in svinca »Zletovo«, ki je obratovala od leta 1973 do 2003 in onesnažila področje mesta s težkimi kovinami. Po razpadu Jugoslavije je industrija začela propadati in življenjski standard se je znižal. 14. septembra 1996 je bilo mestu vrnjeno ime Veles. 
Leta 2016 je bil Veles deležen mednarodne pozornosti, potem ko so odkrili, da skupina mladostnikov na več kot sto spletnih mestih objavlja izmišljene politične novice v podporo ameriškemu predsedniškemu kandidatu Donaldu Trumpu. Z lažnimi novicami, ki so se množično delile na družbenem omrežju Facebook, so avtorji ustvarjali prihodek od oglasov.

## Prebivalstvo
Ob popisu leta 2002 je mesto Veles imelo 43 716 prebivalcev, občina skupaj z okoliškimi naselji pa 57 602:
|        | Skupno | Makedonci        | Albanci       | Turki         | Romi         | Bošnjaki      | Ostalo        |
| ------ | ------ | ---------------- | ------------- | ------------- | ------------ | ------------- | ------------- |
| mesto  | 43 716 | 40 576 (92,82 %) | 76 (0,17 %)   | 1724 (3,94 %) | 676 (1,55 %) | 30 (0,07 %)   | 634 (1,45 %)  |
| občina | 57 602 | 47 183 (81,91 %) | 4725 (8,20 %) | 1751 (3,04 %) | 677 (1,18 %) | 1856 (3,22 %) | 1410 (2,45 %) |